# Izba Reprezentantów Zgromadzenia Narodowego Republiki Białorusi
Izba Reprezentantów (lub Przedstawicieli) Zgromadzenia Narodowego Republiki Białorusi biał. Палата Прадстаўнікоў Нацыянальнага сходу Рэспублікі Беларусь, łacinka białoruska Pałata Pradstaŭnikoŭ Nacyjanalnaha schodu Respubliki Biełaruś, ros. Палата представителей Национального Собрания Республики Беларусь – izba niższa Zgromadzenia Narodowego Republiki Białorusi. Liczy 110 deputowanych wybieranych na 4 letnią kadencję w wyborach powszechnych. Utworzona została w wyniku zmian w Konstytucji Republiki Białorusi w listopadzie 1996 roku, w miejsce zlikwidowanej Rady Najwyższej Republiki Białorusi.
Pierwsza kadencja Izby Reprezentantów ZN RB trwała w latach 1996–2000, druga 2000–2004, trzecia 2004–2008, czwarta 2008–2012, piąta 2012–2016, szósta 2016-2019, a siódma 2019-2024. Aktualny skład Izby ósmej kadencji pochodzi z wyborów w 2024 roku.

## Wybory
Według Konstytucji Republiki Białorusi, Izba Reprezentantów Zgromadzenia Narodowego Republiki Białorusi wybierana jest w wyborach powszechnych, wolnych, równych i bezpośrednich, w głosowaniu tajnym. Wybory muszą być wyznaczone nie później niż trzy miesiące i przeprowadzone nie później niż 30 dni przed wygaśnięciem pełnomocnictw Izby Reprezentantów ZN RB trwającej kadencji. Wybory nadzwyczajne muszą być przeprowadzone w ciągu 3 miesięcy od przedterminowego zakończenia pełnomocnictw Izby poprzedniej kadencji.
Prawo wystawienia kandydatów na deputowanych mają organizacje społeczne, kolektywy pracownicze i inni obywatele. Deputowanym może zostać obywatel Republiki Białorusi, który ukończył 21 lat. Koszty przygotowania i przeprowadzenia wyborów pokrywane są przez państwo, w granicach przeznaczonych na ten cel środków. W przewidzianych przez prawo przypadkach koszty te mogą być pokrywane przez organizacje społeczne, przedsiębiorstwa, instytucje, organizacje i obywateli.
Do chwili obecnej wybory do Izby Reprezentantów Zgromadzenia Narodowego miały miejsce siedmokrotnie – w 2000, 2004, 2008, 2012, 2016, 2019 i 2024 roku. Skład Izby pierwszej kadencji nie został wyłoniony na drodze wyborów, lecz wyznaczony przez Prezydenta RB Aleksandra Łukaszenkę z popierających go deputowanych dotychczasowej Rady Najwyższej XIII kadencji.
| Partia                                                 | Liczba Deputowanych | Liczba Deputowanych |
| Partia                                                 | 2012                | 2016                |
| ------------------------------------------------------ | ------------------- | ------------------- |
| Partia Liberalno-Demokratyczna                         | 0                   | 1                   |
| Zjednoczona Partia Obywatelska                         | 0                   | 1                   |
| Partia BNF                                             | 0                   | 0                   |
| Komunistyczna Partia Białorusi                         | 3                   | 8                   |
| Białoruska Partia Lewicy „Sprawiedliwy Świat”          | 0                   | 0                   |
| Białoruska Socjaldemokratyczna Partia (Hramada)        | 0                   | 0                   |
| Republikańska Partia Pracy i Sprawiedliwości           | 1                   | 3                   |
| Białoruska Partia Patriotyczna                         | 0                   | 3                   |
| Białoruska Partia „Zieloni”                            | 0                   | 0                   |
| Konserwatywno-Chrześcijańska Partia – BNF              | 0                   | 0                   |
| Partia „Białoruska Socjaldemokratyczna Hramada”        | 0                   | 0                   |
| Socjaldemokratyczna Partia Zgody Ludowej               | 0                   | 0                   |
| Partia Republikańska                                   | 0                   | 0                   |
| Białoruska Partia Agrarna                              | 1                   | 0                   |
| Białoruska Partia Socjalno-Sportowa                    | 0                   | 0                   |
| Partia Wolności i Postępu                              | 0                   | 0                   |
| Białoruska Chrześcijańska Demokracja                   | 0                   | 0                   |
| Białoruska Partia Robotników                           | 0                   | 0                   |
| Białoruska Socjaldemokratyczna Partia (Ludowa Hramada) | 0                   | 0                   |